# NGC 2309
NGC 2309 is een open sterrenhoop in het sterrenbeeld Eenhoorn. Het hemelobject werd op 4 maart 1785 ontdekt door de Duits-Britse astronoom William Herschel.
Waarnemers in de Benelux kunnen, aan de hand van NGC 2309, op zoek gaan naar de gordel van geostationaire satellieten. De telescoop met volgmechanisme dient naar NGC 2309 gericht te worden, de geostationaire satellieten bewegen traag doorheen het beeldveld.

## Synoniemen
- OCL 557